# 자살과 생명 위협 행동 (학술지)

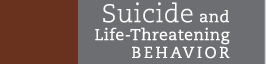

자살과 생명 위협 행동(Suicide and Life-Threatening Behavior)은 1971년 에드윈 슈나이드먼에 의해 창간된 미국의 심리학 저널이다.

## 같이 보기
- 사망학